# Pearson (Georgia)
Pearson – miasto w Stanach Zjednoczonych, w południowej części stanu Georgia. Jest siedzibą władz hrabstwa Atkinson.

## Demografia
W 2005 roku liczyło 2548 mieszkańców. W roku 2023 liczba mieszkańców spadła do 1825 osób, a gęstość zaludnienia poniżej 244 osób/km².